# Max Holste
 (juin 2008).
Si vous disposez d'ouvrages ou d'articles de référence ou si vous connaissez des sites web de qualité traitant du thème abordé ici, merci de compléter l'article en donnant les références utiles à sa vérifiabilité et en les liant à la section « Notes et références ».
Pour les articles homonymes, voir Holste (homonymie).
Max Holste est un ingénieur aéronautique français né à Nice (Alpes-Maritimes) le 13 septembre 1913 et mort à Toulon (Var) le 19 août 1998.

## Biographie
Max Holste quitte Nice en 1925 (âgé de 12 ans) pour rejoindre Courbevoie. Son père est mort et son parrain — volontaire de la Première Guerre mondiale, affecté aux escadrilles REP et C27 — reconnait chez son filleul les symptômes du « virus du pilotage ». Le pilote de la Grande Guerre transmet tout son savoir à Max qui, à l’âge de dix-huit ans, s'engage  dans l’Aéronautique navale, à l’école de Rochefort. À Orly, où il va ensuite passer cinq ans, Max Holste se passionne pour le matériel. Il étudie et dessine, en 1934, son premier avion — un monoplan à aile basse, biplace en tandem, motorisé par un Salmson de 40 ch — dont la fabrication s'interrompt à la suite de la faillite de la menuiserie dans laquelle il le construit.
Après son service militaire, il travaille successivement aux bureaux d’études de Farman à Boulogne-Billancourt et d’Amiot à Colombes où il participe à l'élaboration de l'Amiot 354. Il construit à titre privé un certain nombre d’appareils, notamment, pour la coupe Deutsch de la Meurthe, le MH 20, appareil qui effectue son premier vol le 25 juillet 1941. 
Peu après la Libération de la France, Max Holste domicilie son bureau d'études à Laval, et entreprend avec Vincent André la construction du MH-52 à partir du 12 janvier 1945. Sitôt la guerre terminée, Max Holste se lance dans l’étude et la construction du MH 52 pour les Établissements Borel sous la marque Borand, avion biplace d’école qui devait être commandé par l’État. 

En septembre 1946, le jeune ingénieur crée la Société anonyme des avions Max Holste, entreprise qu’il installe à Reims au tout début des années 1950. 

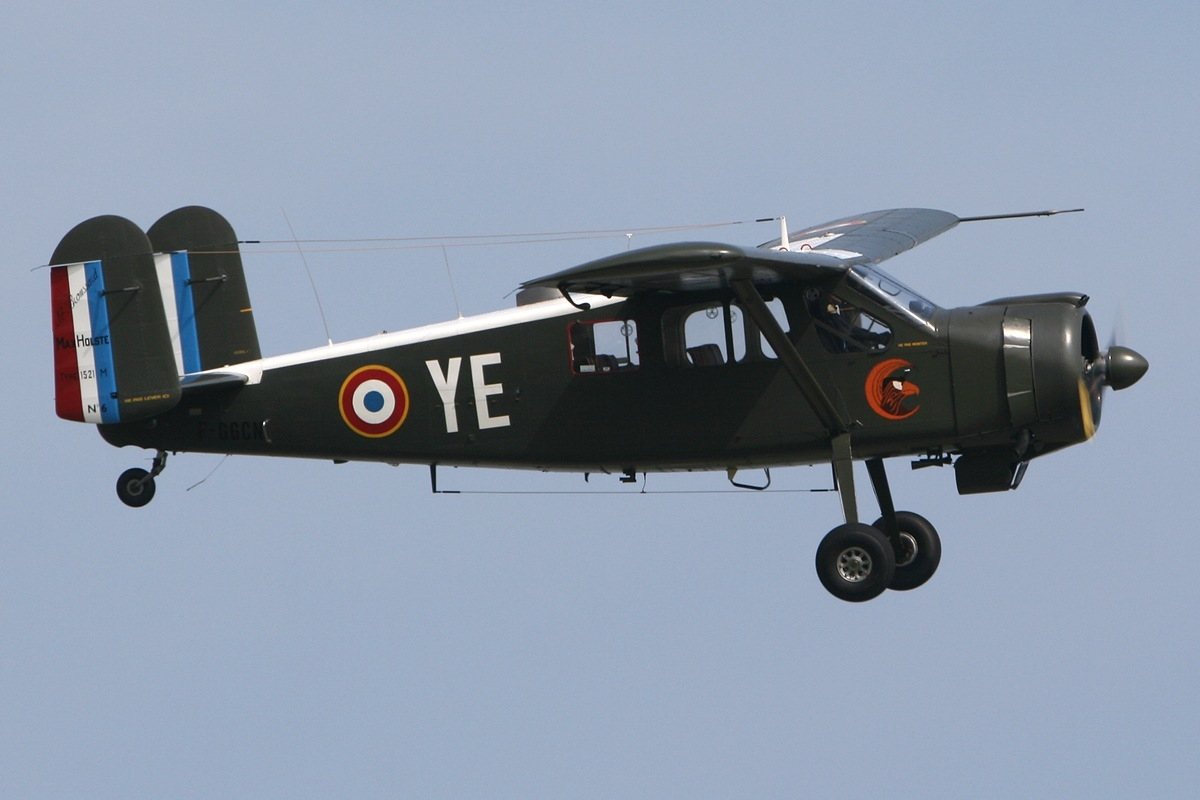
MH.1521M Broussard

En 1951, l’heure est au MH 152, appareil d'observation. C’est avec un autre appareil que la firme rémoise rencontre le succès : avec le MH 1521 Broussard, produit jusqu’en 1961. Puis Max Holste se lance dans le développement d’un dernier appareil, le MH 250 Super-Broussard, avion dont le prototype s’envole le 20 mai 1959 et dont le programme de construction sera repris par Nord-Aviation qui en fera le Nord 260 puis Nord 262. 
Écarté de la société dont il est le président par l'Américain Cessna devenu actionnaire majoritaire, Max Holste s’exile alors au Brésil où il construit le prototype d’un avion commercial, le Bandeirante, bimoteur qui sera produit à quelque cinq cents exemplaires par l’entreprise devenue depuis la société Embraer. 
Max Holste était revenu en France pour y terminer sa vie. Officier de la Légion d'honneur, titulaire de la médaille de l'Aéronautique, il y est mort dans l’anonymat en 1998. Max Holste repose au cimetière de Hyères (Var).

## Distinctions
- Officier de la Légion d'honneur
- Médaille de l'Aéronautique

## Souvenir

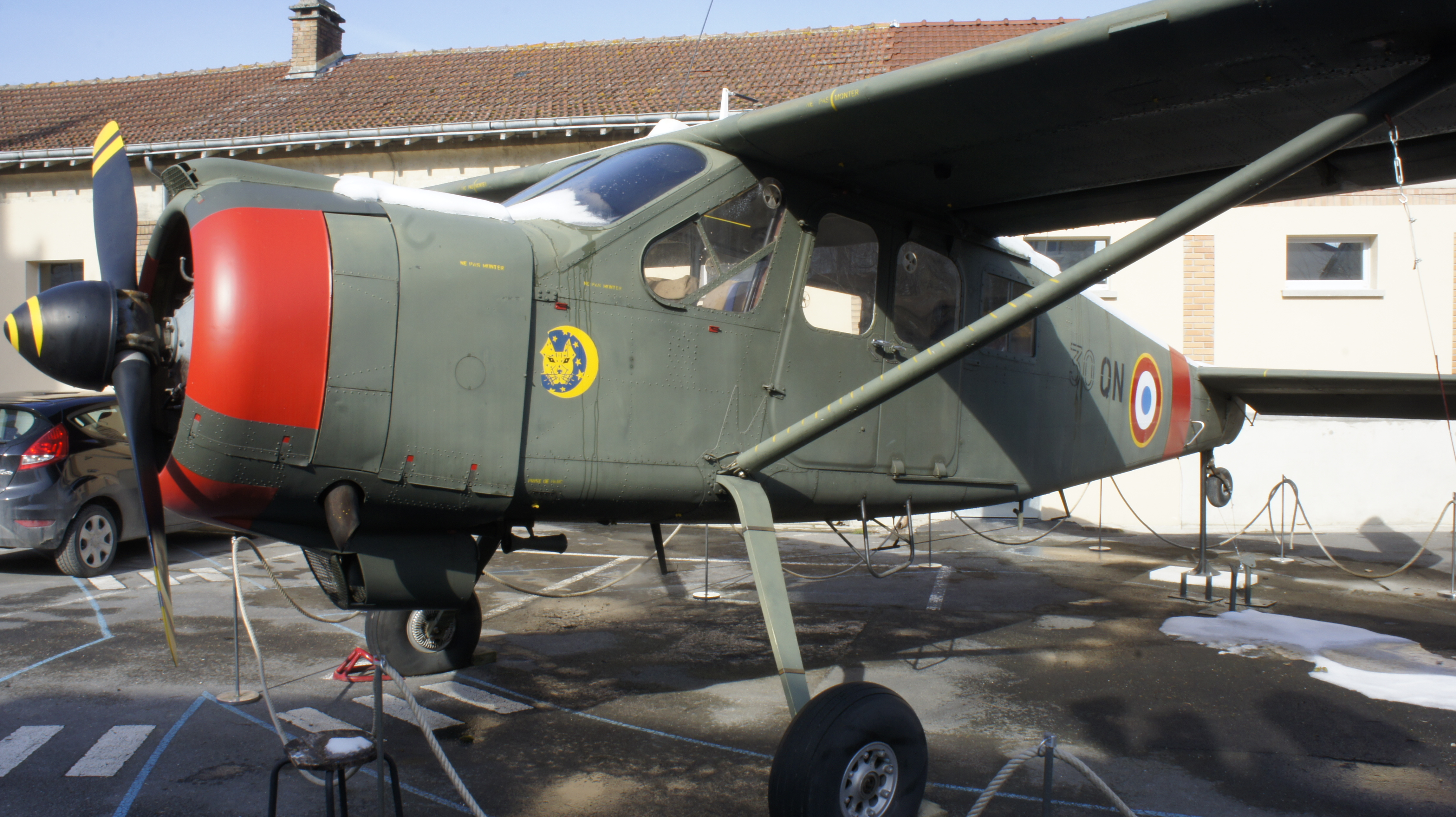
Le Broussard no 305 de l'escadron d'entraînement tout temps 12.030 « Hautvillers » jadis visible sur la base aérienne 112 et désormais exposé au musée de l'aéronautique locale de Bétheny.

Le souvenir de Max Holste est notamment conservé :
- au Musée de l'aéronautique locale de Bétheny (héritier du Musée de la base aérienne 112 et de l'aéronautique locale fermé en 2011), qui dispose d'un exemplaire du MH 1521 Broussard et, dans l'une de ses salles, de plusieurs panneaux consacrés à l'avionneur[6].
- dans les collections de l'Espace Air Passion, où en 2022, le MH-52R n°11 est entré d[7].

L'une des rues de Reims porte le nom de Max Holste.